# 無意識
無意識（むいしき、独: das Unbewusste、英: unconscious）とは、意識を失っている状態（意識消失または意識喪失）、または精神分析学を創始したジークムント・フロイトの発見に始まる心的過程のうち自我では把握できない（意識できない）領域をいう（潜在意識）。

## 意識の存在
無意識とは何かということは、その前提に、意識とは何かということの了解がなければならない。「意識」とは、人間一般において、「わたしが意識していると、意識しているとき、自明的に存在了解される何か」であるとされる（デカルトの「我思う、ゆえに我あり」。哲学の分野では長い間、意識と自我は同一視された）。
このように意識は、主観的に把握されてきたが、近代に成立した科学がその研究対象とするには、客観的な規定としては適切ではなく、曖昧であり、かつ定量的把握も困難であった。そのため心の学である心理学においても、心や魂、あるいは意識は科学的に定義されないとして、刺激と反応で心理学を築こうとした行動主義心理学などが出現した。現在でも心の概念と同様、意識の概念も主観的に把握されるものに過ぎず、その存在を客観的に把握するのが難しいものであると考える心理学派もある。
しかし、科学的対象として客観的把握が困難であるとしても、「意識を意識する者には、意識の存在は自明である」という命題もまた真理であると考えられることから（主観的把握）、科学的客観的には観察されないにしろ、心の概念と同じように意識の概念も存在していると最初から前提している心理学も多い。少なくとも一般人は意識が無いとは考える人は少ない。そのため科学的に証明されていなくても、意識は自明のものとして扱われたりしている。もちろん意識もまた存在しないと考える学派もあり、確定していない。

## 無意識の存在

### 無意識の意味1
| 記憶                       | 意識状態 | 意識状態        |
|                            | 覚醒状態 | 深睡眠          |
| 短期記憶 作動記憶 長期記憶 | 有意識   | 無意識 意識喪失 |
| 短期記憶 作動記憶 長期記憶 | フリンジ | 無意識 意識喪失 |
| 長期記憶                   | 深層意識 | 深層意識        |

無意識は、「意識がない状態」と「心のなかの意識でない或る領域」の二つの主要な意味がある。
「意識がない 独: unbewusst, bewusstlos, 英: unconscious」とは、強い意味だと、大脳の働きがほとんどない状態を意味する。しかし大脳の働きは、人間が生きている限り、完全に停止するということはなく、「ほとんどない」とはどこまでないことなのか、客観的な基準が曖昧である。
他方、弱い意味で「意識がない」という場合は、「気づかない」という意味でもある。例えば、音楽を聞きながら本を読んでいると、最初は本の文章の内容と、音楽の両方が意識される。しかし、読書に集中していて、ふと何かで中断されると、「音楽が急に聞こえて来る」ということがある。音楽はずっと鳴っていたのであるが、読書に集中していたため、音楽の進行に「気づかなく」なっていたのである。
人間は時間のなかで、非常に多数の感覚刺激や意味の刺激を受け、その多くを意識している。しかし、記憶に関する心理学の実験からは、「意識していない・気づいていない」感覚刺激や意味の刺激として大脳が感受し記憶に刻んでいる量は、さらに膨大であると言える。

### 意識と記憶
人間は様々なものを意識するが、目前、あるいは「いまここの感覚的・意味的刺激のパターン」以外で、「意識するもの」は、広義の「記憶」である。記憶の再生は、ある言葉や知識などが再現されることもあるが、また内的なイメージの形で、過去の情景（視覚的・聴覚的等）が思い出されることもある。
記憶は日常的に再現されており、複雑な手順を必要とする作業でも、その一々の手順を「意識しない」で、機械的に遂行することが可能である。例えば、複雑な漢字を書く場合、どの線を引いて、次はどの線をどこにどう書き加えてなどと、一々記憶を辿って書いている訳ではない（参考：手続き記憶）。
「記憶を想起しているという意識」なしで、非常に多くのことが、この現在に想起され、イメージや感情や意味で構成される「意識の流れ」が持続している。
しかし、その他方で、何かを思い出そうとして、確かに知っているはずなのに、どうしても思い出せないというようなケースが存在し、このとき、意識の滑らかな流れは滞り、記憶を再生しようとする努力が意識に昇る。
思い出そうとして、努力などが必要な記憶は、「滑らかに流れて行く意識の領域」には、想起が成功するまでは、存在しなかったことになる。では、そのような記憶はどこにあったのか。無論、大脳の神経細胞の構造関係のパターンのなかに存在していたのであるが、主観的な経験としては、そのような記憶は、「現在の意識領域」の外、「前意識」と呼ばれる領域にあったとされる。

### 無意識の意味2
日常的に流れて行く意識のなかでは、様々な「意識の対象」が存在している。この現在の意識の対象は、現前している感覚・意味・感情等のパターンであるが、また、滞りのない自然な、「気づくことなく」想起されている記憶の内容が、その対象である。
「意識」という言葉自体が、「覚醒意識がある」、「何かに気づいている」という通常の意味以外に、主体が意識している「対象の総体」が存在している「領域」の意味を持っている。何かを「意識している」、または、何かに「気づく」とは、対象が、「意識の領域」に入って来ること、意識に昇って来ることを意味するとも言える。
人間は一生のなかで、膨大な量の記憶を大脳の生理学的な機構に刻む。そのなかで、再度、記憶として意識に再生されるものもあるが、大部分の記憶は、再生されないで、大脳の記憶の貯蔵機構のなかで維持されている。
このような膨大な記憶は、個々ばらばらに孤島の集団のように存在しているのではなく、連想が記憶の想起を促進することから明らかなように、感覚的あるいは意味的・感情的に、連関構造やグループ構造を持っている。そして、このような構造のなかで記憶に刻まれている限りは、いかなる記憶であっても、再生、想起される可能性は完全なゼロではないことになる。
人の一生にあって、再度、想起される可能性がゼロではないにしても、事実上、一生涯において二度と「意識の領域」に昇って来ない、膨大な量の記憶が存在する。主観的に眺めるとき、一生涯で、二度と想起されないこのような記憶は、「意識の外の領域」に存在すると表現するのが妥当である。
「意識の外」と言っても、科学的には、大脳の神経細胞ネットワークのどこかに刻まれているのであり、「意識の外」とは、主観にとって、現象的に「意識でない領域」に、膨大な記憶が存在するという意味である。このような、「意識でない領域」が、無意識の第二の意味となる。

### 無意識の存在
| 記憶                   | 意識領域   | 意識領域      |
|                        | 精神分析学 | 分析心理学    |
| 短期記憶 作動記憶      | 意識       | 意識          |
| 長期記憶               | 前意識     | 前意識        |
| 深層 長期記憶 深層構造 | 無意識     | 個人的 無意識 |
| 深層 長期記憶 深層構造 | （未定義） | 集合的 無意識 |

意識が対象とするものは、記憶だけではない。また記憶は、何らかの意味で「構造化」されており、「無意識の領域」の膨大な記憶がどのように構造化されているのかということも問題である。 
人間には経験や学習によって得た記憶・知識以外に、生得的または先天的に備えていたとしか言えない「知識」や「構造」が存在する。その一つの例は、「人間の言語」であり、人間の言語は、現在の知見では、人間しか完全には駆使できない。ノーム・チョムスキーの生成文法は、人間の大脳に、先天的に言語を構成する能力あるいは構造が備わっていることを主張している。
子供は成長過程で、有限数の単語を記憶する。単語は、単語が現れる文章文脈と共に記憶される。しかし、子供の言語生成能力は、それまで聞いたことのない文章、従って、記憶には存在しない文章を言葉として話すというところにある。「記憶したことのない文章」を子供が話すということは、それは記憶ではないのであり、それではどこからこのような文章が湧出するのか。
それは「意識でない領域」、または「無意識」から湧出するのだと言える。チョムスキーの考えた普遍文法の構造は、無意識の領域に存在する整序構造である。言語の自然な生成、言語の流れの生成は、意識の外で、すなわち意識の深層、無意識の領域で、言葉と意味をめぐる整序が行われているということを意味する（生成文法では、無意識とか深層意識という表現を後に避けたが、言語の先天的な構造性の主張に変化はない）。
このように、意識の領域に現れる訳ではないが、意識の外の領域、すなわち無意識の領域に記憶や知識や構造が存在し、このような記憶や構造が、意識の内容や、そのありように影響を及ぼしているという事実は、仮説ではなく、科学的に実証される事実である。脳が無ければ言語は存在しないのであるから。
とはいえ、「無意識」という用語は、定義が曖昧で、通俗性が高く、恣意的な意味で使用される危険性が大きい。現在では、精神分析学に対する批判も含めて、「無意識」という言葉・概念を使用することに対する消極的な傾向が存在する。

## 深層心理学における無意識概念

他の部分との関係性を含めた心の仕組みを説明する際には、氷山の比喩がよく用いられる

ジークムント・フロイトは現象学的な内的体験（主観的体験）をうまく整合的に解釈するため、人間には意識化できない心的領域である無意識領域が存在するとして精神分析学を創始した。
フロイトの無意識は教育などで後天的に形成される意識化できない領域であるが、一方ユングはそれに加えて、先天的に人間が普遍的に共有して保有するどうやっても意識化できない領域も存在するとした。

### フロイトの精神分析学における無意識概念
ウィーン大学の生理学研究室で神経学者として神経伝達の実験・研究をしたのち、精神医学の臨床医となったジークムント・フロイトは、人間の心的過程の中には自我では意識できない領域があり、それは幼少期からの周囲の道徳的規範の影響下で、その道徳的規範と相違する意識内容が抑圧されることで形成される（無意識領域へ追いやられる）ものとした。
フロイトは、無意識の存在を仮定した上で、当時の精神の病気の一部（ヒステリーなど）は、その患者の自我と相違する無意識（抑圧された内容）を原因として生じる内的体験であるとし、抑圧を解放させることで治癒すると主張した。そして、その本人の内省行為などですら取得できない無意識の内容を把握するため、催眠などを通して夢の体裁で語らせ、その夢の内容（独: trauma、トラウマ）を無意識の内容として解釈することで患者の無意識内容を把握する方法（夢判断）を編み出し、精神分析学（psychoanalysis）を創始した。

### ユングの分析心理学における無意識概念
幼少期に周囲からの道徳的影響という抑圧によって形成されるというフロイトの無意識は、その成り立ちから内容は幼児的傾向のものに限られる。また、仮にある人間のすべての抑圧を解放してしまえば、そのすべての無意識の内容に対して、解釈するためのその人がかつて遭遇した抑圧の記憶が対応付け可能なはずである。
当初フロイトの熱心な信奉者であり、フロイトと共に無意識の世界に魅了されていたカール・グスタフ・ユングは、精神分裂症患者の観察経験から、次第にフロイトの考え方に疑問を抱くようになった。
例えば、ユングはあるとき、ある精神分裂症患者の述べる内的体験の内容が、ユングが読んでいたギリシャ語で書かれた古いミトラ教の祈祷書の内容に似通っていることに気づいた。フロイトの考え方に従い、因果的な解釈をすれば、その患者が以前にその本を読んでいたがなんらかの理由で無意識に押し込められていたものが発露したと解釈すべきである。しかしながら、その患者はギリシャ語を読めず、そもそもその本の出版もその妄想を述べた後であり、その患者がこのような内容を先に読んでいたとは考えられない。
遭遇しておらず知り得ない内容はフロイトの無意識にはなり得ない。そこでユングは、人間の無意識にはフロイトの無意識のようなその個人の生活と関連している個人的無意識（personal unconscious）以外に、他の人間とも共通に普遍性を持つ普遍的無意識（collective unconscious；集合的無意識）が存在し、しかもそれらは層を成していると考え、その考えに基づいて分析心理学（analytical psychology）を創始した。

## 広義の無意識
「意識でない領域」に関しては、様々な解釈が行われている。催眠状態での意識状態や、宗教的な儀式や薬物摂取で生じる「変性意識（変成意識）」なども、通常の意識でない状態である。
また、このような広義の変成意識などの他に、サブリミナルなどの「意識でない状態・領域」が考えられてきた。「意識でない領域」の存在は確実であるとしても、主観的に把握されるそのような領域について、客観的な記述や説明が行えるかというと困難である。
フロイトやユングの理論における「無意識」は、彼らが理論的に想定した構造の存在は、結果的に実証されないものであることが判明したが、20世紀前半に生まれた、このような「無意識の概念」は、文化的に大きな影響を与えたことも事実であり、思想や芸術において、現在もなお影響を有している。
しかし、無限定に無意識を述べることは、個々人の主観的な把握になり、またトランスパーソナル心理学における無意識もそうであるが、あまりに仮説的要素の大きい無意識は、実証性がますます困難であり、疑問となる。サブリミナルも、何を意味する概念なのか、不確定要素が多すぎる。主観的要素や解釈があまりに大きなそのような言葉の用法や概念については、疑問があると言うべきである。
無意識については未解明な領域である可能性が高く、心理学の分野や脳科学の分野や他の分野等で研究されている。
脳科学の分野ではデフォルト・モード・ネットワーク（DMN）と呼ばれる脳内の複数の領域で構成されるネットワークについて研究されている。ぼーっとしている状態などでも脳は活動していて、その活動の機能がデフォルト・モード・ネットワークによるものではないかと考えられている。また、ぼんやり空想にふけることをマインドワンダリング（MW）といい、多くの建設的な側面があるとされる。